# Johan van der Woude (schrijver)
Johan van der Woude (Groningen, 6 januari 1906 – Velp, 7 februari 1979) was een Nederlands schrijver, journalist,  vertaler, docent en criticus.
Van der Woude werkte enige tijd in het familiebedrijf, "Fa. J. van der Woude & Zoon - Technisch bureau centrale verwarmingen", maar ontwikkelde zich gaandeweg als schrijver. Hij publiceerde novellen, romans en biografieën. Ook werkte hij als redacteur van de Prominentenreeks van de L.J. Veen’s Uitgeversmaatschappij in Amsterdam; na de Tweede Wereldoorlog werkte Van der Woude als journalist. Tot zijn bekendere werk behoren de roman Belle van Zuylen (1934), 'De Groene Lantaarn' (1957) en een biografie van Maria Dermoût, de vrouw en de schrijfster (1973).
In 1958 ontving Van der Woude de Culturele prijs van de provincie Groningen en de culturele prijs van de gemeente Arnhem in 1965.

## Privé
Hij trouwde in 1929 met violiste Elise Smulders (1899-1974) en kreeg met haar twee kinderen, onder wie Berend Boudewijn. In 1943 trouwde Van der Woude met Françoise Dronkers, met wie hij een zoon kreeg.
- Bibliothèque nationale de France: cb14562996n (data)
- Biografisch Portaal: 09512396
- Digitale Bibliotheek voor de Nederlandse Letteren: woud007
- Gemeinsame Normdatei: 117425524
- International Standard Name Identifier: 0000 0000 8163 5876
- Library of Congress Control Number: nb91109072
- Nationale bibliotheek van Australië: 35815443
- Nationale Bibliotheek van Polen: a0000003631139
- Nederlandse Thesaurus van Auteursnamen: 068531516
- Système universitaire de documentation: 077327799
- Trove: 1100171
- Virtual International Authority File: 90735051
- WorldCat: E39PBJrgKjtcBMkBBmYDY83YT3